# Тишанка (нижний приток Медведицы)
Тишанка — река в России, протекает в Волгоградской области. Устье реки находится в 102 км по правому берегу реки Медведица. Длина реки составляет 59 км, площадь водосборного бассейна 818 км².

## Данные водного реестра
По данным государственного водного реестра России относится к Донскому бассейновому округу, водохозяйственный участок реки — Медведица от впадения реки Терса и до устья, речной подбассейн реки — Дон между впадением Хопра и Северского Донца. Речной бассейн реки — Дон (российская часть бассейна).